# Running Water
Running Water è un singolo dell'ottobre 1983 dei Moody Blues, presente nell'album The Present, composta dal chitarrista del gruppo Justin Hayward. La canzone Sorry di Ray Thomas, tratta sempre da The Present è il lato B del 45 giri.

## Tracce
1. Lato A
  - Running Water
2. Lato B
  - Sorry